# À résidence
Pour les articles homonymes, voir Delo (homonymie).
 (juin 2021).
Si vous disposez d'ouvrages ou d'articles de référence ou si vous connaissez des sites web de qualité traitant du thème abordé ici, merci de compléter l'article en donnant les références utiles à sa vérifiabilité et en les liant à la section « Notes et références ».
Pour plus de détails, voir Fiche technique et Distribution.
À résidence (Дело) est un film russe réalisé par Alexeï Alexeïevitch Guerman sorti en 2021.

## Synopsis
Lorsque David, professeur d'université, accuse le maire de sa ville de corruption via les réseaux sociaux, la réaction ne se fait pas attendre. David est condamné et assigné à résidence car il n'a à première vue aucune preuve pour étayer ses accusations.

## Fiche technique
- Titre original : Дело, Delo
- Titre français : À résidence[2],[3]
- Réalisation : Alexeï Alexeïevitch Guerman
- Scénario : Alexeï Alexeïevitch Guerman et Maria Ogneva
- Pays d'origine : Russie
- Format : Couleurs - 35 mm
- Genre : drame
- Dates de sortie :
  - France : 9 juillet 2021 (Festival de Cannes 2021)
  - Russie : 23 septembre 2021

## Distribution
- Svetlana Khodtchenkova : Nadia
- Merab Ninidze : David
- Alexandra Bortitch : Irina
- Alexandre Pal : inspecteur Petrov
- Anna Mikhalkova : Anna
- Roza Khayrullina : la mère de David
- Anastasia Melnikova : Katia

## Distinctions

### Sélection
- Festival de Cannes 2021 : en section Un certain regard

### Nomination
- 20e cérémonie des Aigles d'or : meilleure actrice pour Anna Mikhalkova